# Dennis Leonard
Dennis Leonard ist ein Tontechniker.

## Leben
Leonard begann seine Karriere Ende der 1980er Jahre. 1987 erhielt er eine Anstellung bei Skywalker Sound, wo er sein Debüt mit dem Abenteuerfilm Willow hatte. Zu seinen weiteren Filmen zählen unter anderem Der Pate III, Species und Cast Away – Verschollen. Später arbeitete er verstärkt an Computeranimationsfilmen wie Ich – Einfach unverbesserlich, der Fortsetzung Ich – Einfach unverbesserlich 2, sowie dem Ableger Minions.
2003 war er für Harry Potter und die Kammer des Schreckens für den BAFTA Film Award in der Kategorie Bester Ton nominiert. Bei der Oscarverleihung 2005 war er für den Oscar in der Kategorie Bester Tonschnitt nominiert. Zwischen 2000 und 2016 war Sayers 13-mal für den Golden Reel Award nominiert und konnte den Preis zweimal gewinnen: 2000 für Der Gigant aus dem All und 2006 für Harry Potter und der Feuerkelch.

## Filmografie (Auswahl)
- 1988: Willow
- 1990: Der Pate III (The Godfather Part III)
- 1991: Robin Hood – König der Diebe (Robin Hood: Prince of Thieves)
- 1995: Species
- 2000: Cast Away – Verschollen (Cast Away)
- 2002: Harry Potter und die Kammer des Schreckens (Harry Potter and the Chamber of Secrets)
- 2004: Der Polarexpress (The Polar Express)
- 2005: Harry Potter und der Feuerkelch (Harry Potter and the Goblet of Fire)
- 2010: Ich – Einfach unverbesserlich (Despicable Me)
- 2011: Cowboys & Aliens
- 2013: Ich – Einfach unverbesserlich 2 (Despicable Me 2)
- 2015: Minions
- 2016: Sing

## Auszeichnungen (Auswahl)
- 2003: BAFTA-Film-Award-Nominierung in der Kategorie Bester Ton für Harry Potter und die Kammer des Schreckens
- 2005: Oscar-Nominierung in der Kategorie Bester Tonschnitt für Der Polarexpress